# Thais nodosa

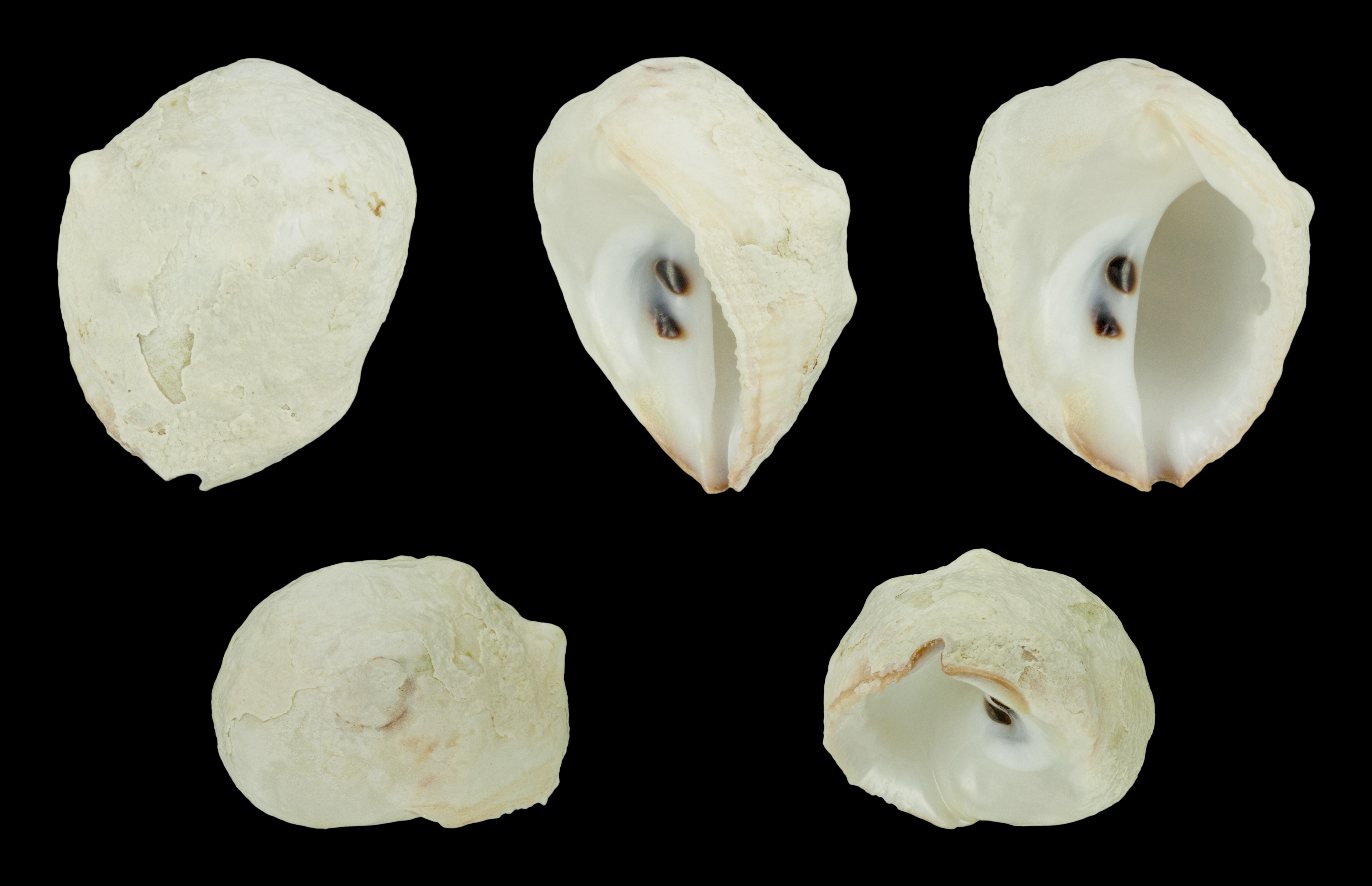

Thais nodosa är en snäckart som beskrevs av Carl von Linné 1758. Thais nodosa ingår i släktet Thais och familjen purpursnäckor. Inga underarter finns listade i Catalogue of Life.